# Pictoright
Pictoright is een Nederlandse collectieve beheersorganisatie voor auteursrechten van aangesloten illustratoren, grafisch vormgevers, fotografen en beeldend kunstenaars. Ook erfgenamen kunnen zich als rechthebbende aansluiten. Pictoright is gevestigd in Amsterdam. Voorzitter van Pictoright is Diederik van Leeuwen. 
Bij Stichting Pictoright zijn in 2016 2250 met name autonoom werkende kunstenaars aangesloten voor de behartiging van hun individuele auteursrechten. 2200 kunstenaars hebben een overeenkomst voor hun volgrecht. Tot slot verdeelt Pictoright ook collectieve vergoedingen waaronder leenrecht.
Wanneer een maker zich aansluit bij Pictoright draagt deze alle economische rechten over diens visuele werken over aan de organisatie. Pictoright heeft dan het exclusief recht van zijn of haar werk het auteursrecht uit te oefenen. Dat betekent dat voor het gebruik van een werk van de aangesloten kunstenaar eerst schriftelijke toestemming van Pictoright moet zijn verkregen.
Pictoright is lid van Confédération Internationale des Sociétés d'Auteurs et Compositeurs waar zusterorganisaties buiten Nederland bij zijn aangesloten en waarvan zij 50.000 individuele aangesloten kunstenaars in Nederland vertegenwoordigt. 

## Geschiedenis
Pictoright ontstond in 2008 door een fusie van de stichting Beeldrecht, stichting Visuelen en de organisatie voor vormgevers Scrio. Ook Burafo, de auteursrechtorganisatie voor fotografen, besloot zijn collectieve rechten bij de nieuwe organisatie onder te brengen.